# Burgruine Neujochenstein
Die Burgruine Neujochenstein ist die Ruine einer Höhenburg auf einer Erhebung über der Donau in der Nähe des Jochensteins auf 583 m ü. NN. Sie liegt am Ortsrand von Riedl, einem Dorf in der Gemeinde Untergriesbach im niederbayerischen Landkreis Passau. Der Burgplatz ist heute ein Bodendenkmal und wird unter der Aktennummer D-2-7448-0012 mit der Beschreibung „untertägige spätmittelalterliche und frühneuzeitliche Befunde im Bereich der Burgruine Neujochenstein“ geführt; der Burgrest ist ebenfalls ein denkmalgeschütztes Baudenkmal und wird unter der Aktennummer D-2-75-153-87 beschrieben.

## Geschichte
Die Burg Neujochenstein wurde vermutlich wegen Platzmangel auf der nur wenige hundert Meter entfernt liegenden Burg Altjochenstein gegründet und erstmals 1299 in einer Urkunde erwähnt, als ihr Besitzer Eberwein von Jochenstein dem Bischof Wernhard von Passau (Hochstift Passau) weitgehende Zugangsrechte einräumte. 1310 wurde die Burg verkauft und bis ins 16. Jahrhundert mit Pflegern besetzt. Danach verfiel die Burg schnell. 
2006 bis 2007 fanden durch die Gemeinde Untergriesbach Sanierungsarbeiten an den Resten der Burg statt. 

## Beschreibung

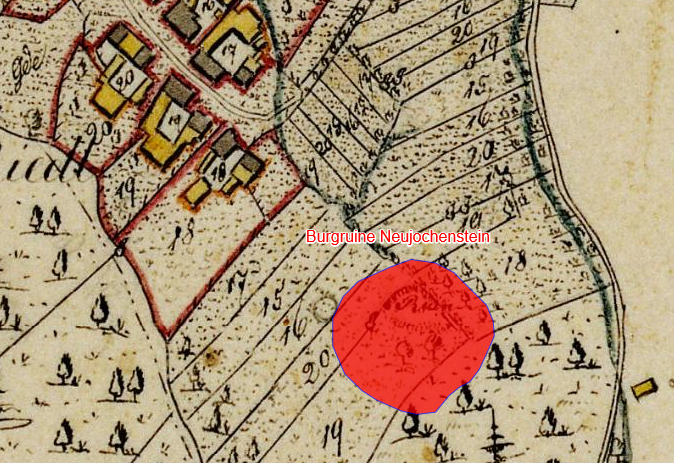
Lageplan von Burgruine Neujochenstein auf dem Urkataster von Bayern

Erhalten von der Burganlage sind noch eine 22 Meter hohe markante Ecke des Bergfriedes, große Reste des Grabensystems sowie einige Gebäudemulden.